# برکلی بدل
برکلی وارن بدل (Berkley Warren Bedell) (زادهٔ ۵ مارس ۱۹۲۱ – درگذشتهٔ ۷ دسامبر ۲۰۱۹)، سیاستمدار دموکرات و تاجر اهل ایالات متحده بود که از ۱۹۷۵ تا ۱۹۸۷ میلادی به عنوان نماینده حوزه انتخابیه کنگره‌ای ششم آیووا در مجلس نمایندگان ایالات متحده خدمت نمود. پس از آغاز یک کسب‌وکار موفق بنام شرکت بارکلی فلای (.Berkley Fly Co) در هنگام جوانی، وی در ۱۹۷۲ میلادی خود را در انتخابات کنگره نامزد کرد، اما از سوی متصدی ویلی مین مغلوب گردید. اما بدل در انتخابات ۱۹۷۴ مین را شکست داده و به عنوان نماینده کنگره انتخاب شد.
وی برای حمایت از دموکراسی نیابتی و سبک عوام‌گرایی خود شناخته می‌شد؛ مثلاً، وی برای تصمیم‌گیری در مورد اینکه چه کارهای به نمایندگی از موکلین خود در کنگره انجام دهد، تالارهای شهری را به محل رأی‌گیری تبدیل نموده و به موکلین خود اجازه می‌داد تا به طرح‌ها رأی دهند و این امر به بدل کمک می‌کرد تا مشکلات موکلین خود را درک نماید؛ در نتیجه، وی از موضوعاتی پشتیبانی نمود که برای موکلین مزرعه‌دار وی مهم بودند، مانند شهریه استفاده از آب‌راه و موانع تولید.
پس از ابتلا به بیماری لایم در اثر نیش کنه، وی در انتخابات ۱۹۸۶ خود را مجدداً نامزد نکرد. هرچند وی دیگر در کنگره خدمت نمی‌کرد، اما در امور سیاسی آیووا فعال بود و در انتخابات ۲۰۰۴ به‌طور قوی از هاوارد دین در مقابل جان کری حمایت نمود. در انتخابات ۲۰۰۸ ریاست جمهوری ایالات متحده، وی چندین بار با کریس داد ملاقات نمود، اما در نهایت از باراک اوباما حمایت سیاسی کرد.

## اوایل زندگی
بدل در اسپیریت لیک، آیووا متولد شد و فرزند ویرجینیا ویولا (پرایس) و والتر برکلی بدل بود. بدل در مدارس دولتی اسپیریت لیک آموزش دید. وی در ۱۹۳۹ میلادی از دبیرستان اسپیریت لیک فارغ شد و با کسب‌وکاری که در آنجا داشت، در میانه رکود بزرگ، پول خرج خود را بدست می‌آورد. کسب‌وکار وی مشتمل بر بافتن موهای سگ در اطراف قلاب‌های ماهیگیری بود که در نتیجه می‌توانست محصولات خود را به عنوان طعمه ماهیگیری به فروش برساند. وی بافتن طعمه‌های ماهیگیری را در نخست در اتاق خواب خود آغاز کرد، اما بعدتر کسب‌وکار خود را به زیرزمین والدینش منتقل نمود. بعدها وی یک مکان روی دکان خرده فروشی پیدا کرد تا بتواند به‌طور تمام وقت کسب و کار خود را ادامه دهد.
پس از اتمام دبیرستان، وی از ۱۹۴۰ تا ۱۹۴۲ میلادی در دانشگاه ایالتی آیووا آموزش دید، جاییکه با دانشجوی دیگر این دانشگاه بنام الینور هیلی (۹ مارس ۱۹۲۳ – ۲ مارس ۲۰۱۷) اهل سنت پال، مینه‌سوتا آشنا شد. بارکلی و الینور در ۲۹ اوت ۱۹۴۳ در مینیاپولیس باهم ازدواج نمودند و پسر آنها کنیت در ۱۹۴۷ میلادی، توماس در ۱۹۵۰ میلادی و دختر آنها جووانی در ۱۹۵۲ میلادی بدنیا آمد. کالج و زندگی شخصی برکلی با پیوستن وی به ارتش در ۱۹۴۲ میلادی به هم خورد. وی از ۱۹۴۲ تا ۱۹۴۵ میلادی به عنوان ستوان یکم و مربی پرواز در ارتش ایالات متحده خدمت کرد. پس از بازگشت از ارتش، کسب‌وکار قلاب ماهیگیری وی رو به موفقیت بود. کسب‌وکار وی بزرگتر شده و صدها کارمند و شعبه‌های بین‌المللی داشت؛ وی تا دهه ۱۹۶۰ میلادی میلیونر شده بود. وی از ۱۹۵۷ تا ۱۹۶۲ میلادی به عنوان عضو هیئت آموزش اسپیریت لیک خدمت کرد.

## حرفه سیاسی

### انتخابات کنگره
در اوایل دهه ۱۹۷۰ میلادی، بدل تصمیم گرفته بود تا برای کسب کرسی سیاسی وارد رقابت شود. در ۱۹۷۲ میلادی، وی خود را از حوزه انتخابیه کنگره‌ای ششم آیووا در مقابل متصدی ویلی مین نامزد انتخابات کرد. مین از حامیان سرسخت ریچارد نیکسون بود و توانست، همراه با رئیس‌جمهور، در سالی که برای جمهوری‌خواهان مطلوب بود به پیروزی دست یابد. با این وجود، مین پس از رسوایی واترگیت از نظر سیاسی با مشکلاتی مواجه شد (وی یکی از معدود جمهوری‌خواهانی بود که برخلاف استیضاح رئیس‌جمهور به کمیت قضایی مجلس نمایندگان رأی داد). این رسوایی ضرر خود را وارد کرده بود و بدل توانست در انتخابات ۱۹۷۴ مین را شکست دهد.
بدل طی مدتی که در کنگره خدمت می‌کرد، سعی نمود تا دموکراسی نیابتی را ترویج نماید. برای تصمیم‌گیری در مورد اینکه چه کارهای به نمایندگی از موکلین خود در کنگره انجام دهد، وی همراه با موکلین خود تالارهای شهری را به محل رأی‌گیری تبدیل نموده و به آنها اجازه می‌داد تا به طرح‌ها رأی دهند. این نوع از برقراری ارتباط به بدل می‌گفت که موکلین مزرعه‌دار وی با چه نوع مشکلاتی دسته و پنجه نرم می‌کنند. هرچند بدل هرگز در زندگی خود به مزرعه‌داری نپرداخته بود، اما وی اقداماتی در کنگره انجام می‌داد که به نفع مزرعه‌داران بود.

### هزینه‌های استفاده از آب‌راه
بدل در طول دوران خدمت خود در مجلس نمایندگان ایالات متحده، از چندین ابتکار برجسته حمایت نمود. یکی از این ابتکارات که ناشی از مشکلات موکلین وی در صنعت دوبه بود، روی شهریه استفاده از آب‌راه تمرکز داشت. وی در ۱۹۷۷ میلادی قانونی را پیشنهاد کرد که طبق آن صنعت دوبه در مقابل استفاده از آب‌راه باید شهریه می‌پرداخت، چون از نظر بدل حکومت میلیون‌ها دلار برای ساخت و حراست از این آب‌راه‌ها پرداخته بود. در طرح اولیه بدل، نرخ پرداخت از سوی صنعت دوبه مستقیماً به مبلغی که حکومت روی پروژه‌های آب‌راه به مصرف رسانده بود، نسبت داده شده بود. اما، این طرح تأثیرات بیشتر و غیرضروری روی پروژه‌های آب‌راه داشت و اینکه همان طرح از سوی پیت دومنیچی در مجلس سنا پیشنهاد شده بود.
کنگره در نهایت نسخه کمتر سختگیرانه از طرح اولیه‌ای که توسط بدل و سناتور پیت دومنیچی ارایه گردیده بود را تصویب نمود. این نسخه میانگیری، مالیاتی را روی حمل و نقل بنزین وضع نموده و مبلغ گردآوری شده را در «تراستی» برای پروژه‌های آب‌راه قرار داد. هرچند سایر حامیان شهریه استفاده از آب‌راه، از جمله دومنیچی، از این نسخه میانگیری حمایت نمودند، اما بدل یک درخواست شورمندان به همکاران خود ارایه نمود تا با این طرح مخالفت نمایند. از نظر وی این نسخه یک عنصری اساسی از طرح اولیه را نداشت و آن بازیابی سرمایه بود. تراست یک وجه اختیاری بود و حکومت می‌توانست بدون درنظر داشتن این تراست در پروژه‌های آب‌راه مصرف نماید. این نسخه میانگیری در نهایت از سوی جیمی کارتر امضاء شد. طرح اصلی بدل هرگز وارد مجلس نمایندگان نشد، اما وی همواره آنرا در جلسات بعدی معرفی می‌کرد. با این وجود، طرح وی هرگز در کف مجلس نمایندگان به رأی‌گیری گذاشته نشد.

### مسائل کشاورزی
بدل یک طرح کشاورزی را در ۱۹۸۵ میلادی معرفی نمود که از نظر وی منتج به افزایش کنترل تولید کشاورزان و در نتیجه افزایش قیمت غلات می‌شد. این طرح که از سوی سندیکاها و برخی دموکرات‌ها پشتیبانی می‌گردید، به عنوان متمم قانون کشاورزی در کمیته کشاورزی به تصویب رسید. بر اساس این طرح، برگزاری یک همه‌پرسی برای تشخیص اینکه کنترل تولید روی کدام غلات اعمال گردد، حتمی بود. این طرح دو هدف داشت: اول، کنترل تولید باعث کاهش عرضه کل غلات گردیده و در نتیجه باعث افزایش قیمت هر یک از غلات می‌گردد (که در نهایت به نفع دهقانانی خواهد بود که در وسط یک بحران شدید دیون قرار داشتند). دوم، با اضافه کردن یک همه‌پرسی، دهقانان این فرصت را خواهند داشت تا در مورد شدت کنترل تصمیم بگیرند.
از سوی دیگر، مخالفین طرح بدل نظر کامل متفاوتی در مورد این قانون داشتند. نمایندگانی چون پات رابرتس ادعا نمود که همه‌پرسی یک مورد زاید است، چون دهقانان قبلاً برای راهیابی این نمایندگان به مجلس رأی داده‌اند و اینکه این لایحه مثالیست از اینکه سیاستمدار کارخود را به درستی انجام نمی‌دهند.